# Cry for Me (canción de Camila Cabello)
«Cry for Me» es una canción de la cantante cubanomexicana Camila Cabello. Se lanzó el 4 de octubre de 2019, como el tercer sencillo de su segundo álbum de estudio Romance.

## Antecedentes y lanzamiento
Cabello anunció el lanzamiento de la canción en las redes sociales el 2 de octubre de 2019. En su anuncio de la canción «Cry for Me», Cabello llamó a la pista una de sus "favoritas" y explicó que estaba escrita sobre "cuando tu ex se mueve más rápido que tú y, por supuesto, quieres que sean felices, pero ..... no tan rápido".
La pista se estrenó el 4 de octubre de 2019, como el tercer sencillo de su álbum de estudio Romance, seguido de los sencillos «Liar» y «Shameless».

## Recepción crítica
Emily Zemler de Rolling Stone describió a la canción como una «pista pop que refleja esa sensación de una ruptura en la que quieres que tu ex sea tan miserable como tú».

## Presentaciones en vivo
Cabello presentó por primera vez «Cry for Me» junto al tema «Easy» en el programa Saturday Night Live, el 12 de octubre de 2019.

## Lista de ediciones
Descarga digital
| N.º | Título                  | Duración |  |
| 1.  | «Cry for Me» (sencillo) | 3:09     |  |

## Créditos y personal
Créditos adaptados de Genius y Tidal.
- Camila Cabello - voz, composición
- Frank Dukes - composición
- Ryan Tedder - composición
- Louis Bell - producción , composición
- Frank Dukes - producción
- Dave Kutch - maestro de ingeniería
- Manny Marroquin - ingeniería mixta

## Posicionamiento en listas
| Listas (2019)                                   | Mejor posición |
| ----------------------------------------------- | -------------- |
| Canadá (Canadian Hot 100)                       | 81             |
| Croacia (HRT)                                   | 93             |
| Escocia (Official Charts Company)               | 48             |
| Eslovaquia (Singles Digitál Top 100)            | 50             |
| Estados Unidos (Bubbling Under Hot 100 Singles) | 15             |
| Estados Unidos (Digital Song Sales)             | 29             |
| Grecia (International Digital Singles)          | 62             |
| Irlanda (IRMA)                                  | 57             |
| Nueva Zelanda Hot Singles (RMNZ)                | 5              |
| Portugal (AFP)                                  | 88             |
| Reino Unido (UK Singles Chart)                  | 85             |
| República Checa (Singles Digitál Top 100)       | 78             |
| Suecia (Sverigetopplistan)                      | 95             |
| Suiza (Schweizer Hitparade)                     | 90             |

## Certificaciones
| País (organismo certificador) | Certificación | Unidades certificadas |
| ----------------------------- | ------------- | --------------------- |
| Brasil (Pro-Música Brasil)    | Oro           | 20 000                |

## Historial de lanzamiento
| País   | Fecha                | Formato                      | Discográfica              | Ref   |
| ------ | -------------------- | ---------------------------- | ------------------------- | ----- |
| Varios | 4 de octubre de 2019 | Descarga digital y Streaming | Epic Records y Syco Music | [ 3 ] |